# Link (televisieserie)
Link is een televisieserie voor jongeren van de IKON en KRO en een daaruit volgend boek van Karel Eykman. De serie werd oorspronkelijk van 29 september tot 24 november 1994 in negen afleveringen uitgezonden. Net als bij Allemaal tuig! waren de meeste acteurs jong en onervaren. Het verhaal van de serie werd verwerkt tot een boek door Eykman, die ook medeverantwoordelijk was voor het scenario van de televisieserie. Het boek werd in 1996 uitgegeven door uitgeverij De Harmonie.

## Verhaal
Het verhaal gaat over een groepje jongeren van ongeveer 17 jaar oud dat elkaar ontmoet in een snackbar in Utrecht. Joep werkt in de snackbar en wordt door zijn vriend Ricky, een brommerkoerier, overgehaald om pakketjes met een voor Joep onbekende inhoud af te leveren voor honderd gulden. Als Joep wordt achtervolgd door een auto, gooit hij in paniek het pakje in een wegrijdende vuilniswagen. Joep moet nu de waarde van 20.000 gulden aan drugs vergoeden.
Het Nederlandse meisje Mo en de Turkse Güler zijn van huis weggelopen. Soms zitten ze in een opvangcentrum, soms zwerven ze rond. Güler vindt tijdelijk onderdak bij de drugsverslaafde Aaltje. Mo vindt onderdak op een woonboot, maar krijgt de verslaafde vrienden van Aaltje over de vloer.

## Rolverdeling
- Joep - Thijs Vink
- Ricky - Coen van Vlijmen
- Mo - Andrea ter Avest
- Güler - Zeynep Özkaya
- Dennis - Rody Griët
- Aaltje - Ilse Janssen
- Cobie - Jacqueline Bakker
- Moeder van Mo - Saskia Huybrechtse
- Wijkagent - Bert van der Roest
- Vriend van moeder Mo - Johann Glaubitz
- Vader van Joep - Gert van der Nol
- Moeder van Joep - Marga Pieters-Janssen
- Ria - Gertrude Mulder
- Vader van Güler - Cecil Toksöz
- Youssef - Sabri Saad El Hamus
- Radi - Najib Amhali
- Felix - Eugène Ligtvoet
- Nol, Kroegbaas - Willem Jan Steenbergen

## Links
- korte beschrijving per aflevering
- Beeld en Geluid